# 森田と純平
森田と純平（もりたと じゅんぺい、7月30日 - ）は日本の映像作家、アニメーション監督、映画監督、脚本家。日本脚本家連盟会員。

## 人物・概要
実写作品からアニメ作品、CG作品など幅広く手掛けている。
声優芝居集団ノクターンブギ劇団主宰。株式会社Story Effect代表取締役。独特のセリフ回しと世界観のある演出が特徴。
2024年に公開された映画「運命屋」では、Japan Film Festival Los Angeles 2024にてBest Short ＋ Award（最優秀短編映画賞）や知多半島映画祭2024にてグランプリを受賞するなど、国内外の映画祭にて10の賞を受賞した。

## 作品

### テレビアニメ
2014年
- 信長協奏曲（絵コンテ・演出）

2016年
- オカルティック・ナイン（シリーズ構成・脚本）

2018年
- LOST SONG（原作・監督・脚本・音響監督）

2021年
- キミとフィットボクシング[8]（監督・脚本・音響監督）

予定
- エリスの聖杯（監督）[9]

### WEBアニメ
2020年
- ノクターンブギ[10]（原作・監督・脚本・音響監督）

2021年
- HIMA：HIMA 〜地球征服の日までヒマで〜[11]（原作・監督・脚本・音響監督）

### 映画
2004年
- インストール（助監督）

2024年
- 運命屋[12]（監督・脚本）

### 舞台
2019年
- LOST SONG 〜星歌祭〜[13]（演出・脚本）

2024年
- ノクターンブギ劇団 〜TRAVELING GIRLS〜[14]（演出・脚本）

### CM
- Nintendo Switch ディズニー ミュージックパレード アンコール[15]（監督）
- キットカットGOLD[16]（監督）

### ドラマ
- 恐竜とおじいちゃん（監督・脚本）[17]
- 未来からの訪問者（監督・脚本）

### テレビ
- アナザースカイ
- オデッサの階段
- NHKバーチャル文化祭
- デザインのチカラ 〜カエル男たちの夜〜[18]

### MV
- 富士葵 / シンビジウム[19]
- B-PROJECT / 快感＊エブリディ[20]
- 山下誠一郎 / 今宵はブギ―ラップ[21]
- アイドルカレッジ / イチズレシピ[22]
- アイドルカレッジ / ビーマイ☆ゾンビ[23]
- アイドルカレッジ / がむしゃら Fighter[24]
- nao / 相対性 VISION[25]